# یواس‌ان‌اس کنکورد (تی-ای‌اف‌اس-۵)
یواس‌ان‌اس کنکورد (تی-ای‌اف‌اس-۵) (به انگلیسی: USNS Concord (T-AFS-5)) یک کشتی بود که طول آن 581′ (177.1 m) بود. این کشتی در سال ۱۹۶۶ ساخته شد.